# Hideyuki Kikuchi
Hideyuki Kikuchi (菊地 秀行?, Kikuchi Hideyuki; Chōshi, 25 settembre 1949) è uno scrittore giapponese. Noto come scrittore di romanzi horror, è conosciuto principalmente per essere il creatore di Vampire Hunter D, Darkside Blues e Wicked City.

## Biografia
Kikuchi è nato a Chōshi nel 1949. Ha frequentato l'Aoyama Gakuin University ed è stato introdotto alla scrittura dal famoso scrittore Kazuo Koike. Il suo primo romanzo, Demon City Shinjuku, è stato pubblicato nel 1982. Molte delle sue opere sono state adattate in serie e film anime.
Durante l'adattamento animato di Wicked City, Kikuchi è diventato molto amico dello scrittore e regista Yoshiaki Kawajiri. I due hanno poi collaborato all'OAV Demon City Shinjuku e a Vampire Hunter D: Bloodlust.

## Opere

### Romanzi

#### Demon City Shinjuku
1. Demon City Shinjuku (魔界都市＜新宿＞?, Makai Toshi Shinjuku) (pubblicato il 30 settembre 1982)
2. Demon Palace Babylon (魔宮バビロン?, Mamiya Babiron)
3. Trickster Johnny (騙し屋ジョニー?, Damashiya Jyoni)
4. The Fang Family's Hunter (牙一族の狩人?, Kiba Ichizoku no Karyudo)
5. Underground City Shinjuku (地底都市〈新宿?, Chitei Toshi Shinjuku)
6. The Legend of the Mad Soldier (狂戦士伝説?, Kyo Senshi Densetsu)
7. Demon Doctor Mephisto (魔界医師メフィスト?, Makaishi Mefisuto) (pubblicato l'11 maggio 1988)

#### Demon City Blues
- Nonnoberu
  1. Demon City Blues 1: Enchanting Beauty (魔界都市ブルース1 妖花の章?, Makai Toshi Burūsu 1: Yōka no Shō) (aprile 1986, Shōdensha, ISBN 4-396-20206-7)
  2. Demon City Blues 2: Elegy (魔界都市ブルース2 哀歌の章?, Makai Toshi Burūsu 2: Aika no Shō) (gennaio 1989, Shōdensha, ISBN 4-396-20280-6)
  3. Demon City Blues 3: Shadow Blossom (魔界都市ブルース3 陰花の章?, Makai Toshi Burūsu 3: Inka no Shō) (luglio 1992, Shōdensha, ISBN 4-396-20396-9)
  4. Demon City Blues 4: Firefly Glow (魔界都市ブルース4 蛍火の章?, Makai Toshi Burūsu 4: Keika no Shō) (febbraio 1993, Shōdensha, ISBN 4-396-20418-3)
  5. Demon City Blues 5: Hidden Princess (魔界都市ブルース5 幽姫の章?, Makai Toshi Burūsu 5: Bukaki no Shō) (luglio 1996, Shōdensha, ISBN 4-396-20560-0)
  6. Demon City Blues 6: A Child's Dream (魔界都市ブルース6 童夢の章?, Makai Toshi Burūsu 6: Dōmu no Shō) (dicembre 1998, Shōdensha, ISBN 4-396-20648-8)
  7. Demon City Blues 7: Bewitching Moon (魔界都市ブルース7 妖月の章?, Makai Toshi Burūsu 7: Yōgetsu no Shō) (luglio 1999, Shōdensha, ISBN 4-396-20665-8)
  8. Demon City Blues 8: Lonely Figure (魔界都市ブルース8 孤影の章?, Makai Toshi Burūsu 8: Koei no Shō) (settembre 2001, Shōdensha, ISBN 4-396-20722-0)
  9. Demon City Blues 9: Lamenting Demon (魔界都市ブルース9 愁鬼の章?, Makai Toshi Burūsu 9: Shūki no Shō) (maggio 2004, Shōdensha, ISBN 4-396-20778-6)
  10. Demon City Blues 10: Illusory Dance (魔界都市ブルース10 幻舞の章?, Makai Toshi Burūsu 10: Genbu no Shō) (febbraio 2007, Shōdensha, ISBN 978-4-396-20829-5)
  11. Demon City Blues 11: Beloved Prison (魔界都市ブルース11 恋獄の章?, Makai Toshi Burūsu 11: Rengoku no Shō) (settembre 2010, Shōdensha, ISBN 978-4-396-20879-0)
  12. Demon City Blues 12: Grieving Wail (魔界都市ブルース12 愁哭の章?, Makai Toshi Burūsu 12: Shūkoku no Shō) (febbraio 2012, Shōdensha, ISBN 978-4-396-20895-0)

- Chohen
  1. The Legend of the Devil King 1 (魔王伝1?, Mao Den 1) (maggio 1986, Shōdensha, ISBN 4-396-32494-4)
  2. The Legend of the Devil King 2 (魔王伝1?, Mao Den 2) (luglio 1986, Shōdensha, ISBN 4-396-32502-9)
  3. The Legend of the Devil King 3 (魔王伝1?, Mao Den 3) (settembre 1987, Shōdensha, ISBN 4-396-32518-5)
  4. Shu Guan (双貌鬼?, Shu Guan) (gennaio 1988, Shōdensha,ISBN 4-396-20254-7)
  5. Demon Princess 1 (夜叉姫伝1?, Yashakiden 1) (luglio 1989, Shōdensha, ISBN 4-396-20294-6)
  6. Demon Princess 2 (夜叉姫伝2?, Yashakiden 2) (ottobre 1989, Shōdensha, ISBN 4-396-20303-9)
  7. Demon Princess 3 (夜叉姫伝3?, Yashakiden 3) (gennaio 1990, Shōdensha, ISBN 4-396-20312-8)
  8. Demon Princess 4 (夜叉姫伝4?, Yashakiden 4) (luglio 1990, Shōdensha, ISBN 4-396-20324-1)
  9. Demon Princess 5 (夜叉姫伝5?, Yashakiden 5) (novembre 1990, Shōdensha, ISBN 4-396-20341-1)
  10. Demon Princess 6 (夜叉姫伝6?, Yashakiden 6) (aprile 1991, Shōdensha, ISBN 4-396-20351-9)
  11. Demon Princess 7 (夜叉姫伝7?, Yashakiden 7) (luglio 1991, Shōdensha, ISBN 4-396-20360-8)
  12. Demon Princess 8: Final Volume (夜叉姫伝8 完結編?, Yashakiden 8: Kanketsuhen) (gennaio 1992, Shōdensha, ISBN 4-396-20381-0)

#### Demon City Nowaru
1. Flattery Goku King (媚獄王?, Kobi Goku O)
2. Demon Incense Transcript (魔香録?, Ma Ko Roku)
3. Evil Moon Mask (兇月面?, Warugetsu Men)

#### Vampire Hunter D
1. Raiser of Gales
2. Demon Deathchase
3. Tale of the Dead Town
4. The Stuff of Dreams
5. Pilgrimage of the Sacred and the Profane
6. Mysterious Journey to the North Sea
7. The Rose Princess
8. Pale Fallen Angel
9. Twin-Shadowed Knight
10. Dark Road
11. Tyrant's Stars
12. Fortress of the Elder God
13. Mercenary Road
14. Scenes from an Unholy War
15. Record of the Blood Battle
16. White Devil Mountain
17. Iriya the Berserker
18. Throng of Heretics
19. Undead Island
20. Bedeviled Stagecoach
21. Nightmare Village
22. The Tiger in Winter
23. Battlefront of the Nobility
24. The Golden Demon
25. Sylvia's Road Home
26. Festival of the Nobility
27. Banquet in Purgatory
28. The Twisted Nobleman
29. The Wicked Beauty
30. Lost Legion of the Nobility
31. The Five Assassins
32. Cursed Demon Flight
33. Deadened City

#### Wicked City
1. Wicked City (妖獣都市?, Yōjū Toshi) (31 luglio 1985)
2. Wicked City II (妖獣都市2?, Yōjū Toshi 2)
3. Wicked City III (妖獣都市3?, Yōjū Toshi 3)
4. The Misfortune Mad Demon (凶戦鬼?, Kyo Sen Oni)
5. Wicked City New York (妖獣都市〈ニューヨーク魔界戦〉?, Yoju Toshi Nyuyoku Makai Sen)
6. Wicked City: Devil Beast Child (妖獣都市 魔獣児?, Yoju Toshi Majuuji)
7. Wicked City: Lantern Demon (妖獣都市 雪洞鬼?, Yoju Toshi Bonbori Oni)
8. Wicked City: The Devil King's Eye (妖獣都市 魔王眼?, Yoju Toshi Mao Me)
9. Wicked City Umishiki (妖獣都市 海死記?, Yoju Toshi Umishiki)
10. Wicked City: Black Angel (妖獣都市 黒天使?, Yoju Toshi Kuro Tenshi)

#### Treasure Hunter
1. Alien‐Hidden Treasure Town (エイリアン秘宝街?)
2. Alien‐Monster Zone 1 (エイリアン魔獣境1?)
3. Alien‐Monster Zone 2 (エイリアン魔獣境2?)
4. Alien‐Apocalypse Record (エイリアン黙示録?)
5. Alien‐Monster Cat Tale (エイリアン怪猫伝?)
6. Alien‐Otherworldly Journey by Sea (エイリアン魔界航路?)
7. Alien‐Mystic Mountain Chronicle (エイリアン妖山記?)
8. Alien‐Treacherous Sea Tale (エイリアン邪海伝?)
9. Alien‐Luoyang Strange Tales (エイリアン京洛異妖編?)
10. Alien‐God's Country (first volume) (エイリアン魔神国 上巻?)
11. Alien‐God's Country (second volume) (エイリアン魔神国 中巻?)
12. Alien‐God's Country (third volume) (エイリアン魔神国 下巻?)
13. Alien‐God's Country (Conclusion 1) (エイリアン魔神国 完結編1?)
14. Alien‐God's Country (Conclusion 2) (エイリアン魔神国 完結編2?)
15. Alien‐God's Country (Conclusion 3) (エイリアン魔神国 完結編3?)
16. Alien‐Noble God's Castle (エイリアン蒼血魔城?)
17. Alien‐Black Death Empire (first volume) (エイリアン黒死帝国 上巻?)
18. Alien‐Black Death Empire (second volume) (エイリアン黒死帝国 下巻?)

#### Altri
- Invader Summer (インベーダー・サマー) (pubblicato il 30 agosto 1983 con illustrazioni di Yoshitaka Amano)
- A Wind Named Amnesia (風の名はアムネジア) (31 ottobre 1983 con illustrazioni di Yoshitaka Amano)
- Evil Deity Gourmet (妖神グルメ) (30 giugno 1984 con illustrazioni di Yoshitaka Amano)
- Meiji Dorakyuu Den (pubblicato negli Stati Uniti come Dark Wars: The Tale of Meiji Dracula)

### Manga
- Darkside Blues
- Demon Palace Babylon
- Vampire Hunter D
- Taimashin
- Taimashin - Masatsu Note
  - Masatsu Note Taimashin Toudouhen (sequel di Taimashin - Masatsu Note)
- Taimashin: Akamushi Masatsukou
- Shibito no Ken
  - Shin Shibito no Ken (sequel di Shibito no Ken)
- Makai Toshi Hunter
  - Makai Toshi Hunter Series: Makyuu Babylon
  - Makai Toshi <Shinjuku>
- Blue Rescue
- Alien Hihouden
- Jashin Sensen Risutora Boy
- Makai Ishi Mephisto
- Majin Keiji
- Makai Gakuen
- Mokushiroku Senshi
- Rappa

### Romanzi tratti da anime
- Leda